# 다크테이블
다크테이블(Darktable)은 자유-오픈 소스 사진 애플리케이션이자 원 개발사이다. 어도비 포토샵이나 김프와 같은 래스터 그래픽 편집기가 아니라 특히 비파괴적인 원시 이미지 후반 작업을 목표로 하는 이미지 편집 작업의 하위 집합으로 구성된다. 이는 주로 많은 수의 이미지 처리를 용이하게 하여 사진 작가의 작업 흐름을 개선하는 데 중점을 두고 있다. 대부분의 주요 리눅스 배포판인 macOS, 솔라리스 및 윈도우에 맞춰진 버전으로 무료로 제공되며 GPL-3.0 이상 버전으로 출시된다.

## 기능
다크테이블에는 다른 원시 조작 소프트웨어와 유사한 비파괴 편집 개념이 포함된다. 이미지의 래스터 데이터에 즉시 적용되는 대신 프로그램은 내보내기 단계에서 최종 렌더링까지 원본 이미지 데이터를 유지하며 사용자가 수행한 매개변수 조정은 실시간으로 표시된다. 이 프로그램은 내장된 ICC 프로필, GPU 가속(OpenCL 기반)을 특징으로 하며 가장 일반적인 이미지 형식을 지원한다.

### 주요 기능
- XMP 변경 설명 항목을 사용한 비파괴 편집
- CIE LAB 공간의 색상 채널에서 32비트 부동 모드로 작업
- 색상 관리의 전체 구현
- RAW, JPG, RGBE, PFM 등을 지원한다.
- 완전한 모듈식 아키텍처
- 변형, 색상 교정, 품질 개선 및 예술적 효과를 위한 30개 이상의 모듈
- 이미지 구성 및 파라미터별 검색
- 19개 언어로 번역됨
- 카메라를 통해 직접 촬영 지원
- 비슷한 사진 찾기
- 지도에 사진을 표시하여 지리적 좌표 라벨 지원
- 루아 스크립트 실행을 위한 통합 무버이다. 새 이미지를 가져올 때와 같이 스크립트를 단축키나 특정 이벤트에 연결할 수 있다.